# Опарінське міське поселення
Опа́рінське міське поселення (рос. Опаринское сельское поселение) — адміністративна одиниця у складі Опарінського району Кіровської області Росії. Адміністративний центр поселення — селище міського типу Опаріно.

## Історія
Станом на 2002 рік на території сучасного поселення існували такі адміністративні одиниці:
- смт Опаріно (смт Опаріно, присілки Банна Грива, Вахміно, Культура)
- Чурсьїнський сільський округ (селище Чурсья)
- Моломський сільський округ (село Молома, присілки Березовка, Верлюг, Поставленна Венов, Заосиновка, Ниджня Волманга, Холоватка)

Поселення було утворене згідно із законом Кіровської області від 7 грудня 2004 року № 284-ЗО у рамках муніципальної реформи шляхом об'єднання та перетворення смт Опаріно та Чурсьїнського сільського округу. 2016 року до складу поселення була включена територія ліквідованого Моломського сільського поселення.

## Населення
Населення поселення становить 4400 осіб (2017; 4444 у 2016, 4520 у 2015, 4659 у 2014, 4791 у 2013, 4948 у 2012, 5146 у 2010, 6241 у 2002).

## Склад
До складу поселення входять 10 населених пунктів:
| Населений пункт               | Населення, осіб (2002) | Населення, осіб (2010) |
| ----------------------------- | ---------------------- | ---------------------- |
| Банна Грива, присілок         | 0                      | -                      |
| Березовка, присілок           | 3                      | 1                      |
| Вахміно, присілок             | 0                      | -                      |
| Верлюг, присілок              | 1                      | 1                      |
| Заосиновка, присілок          | 1                      | 0                      |
| Культура, присілок            | 331                    | 313                    |
| Молома, село                  | 389                    | 288                    |
| Нижня Волманга, присілок      | 33                     | 17                     |
| Опаріно, селище міського типу | 5142                   | 4440                   |
| Поставленна Внов, присілок    | 2                      | 0                      |
| Холоватка, присілок           | 12                     | 6                      |
| Чурсья, селище                | 327                    | 80                     |